# Giro di Sardegna 1978
Il Giro di Sardegna 1978, ventunesima edizione della corsa, si svolse dal 25 febbraio al 1º marzo 1978 su un percorso di 768 km, suddiviso su 5 tappe, con partenza da Olbia e arrivo a Santa Teresa Gallura, nell'omonima regione italiana. La vittoria fu appannaggio del norvegese Knut Knudsen, che completò il percorso in 20h39'30", precedendo il belga Ronald De Witte e lo svizzero Josef Fuchs.

## Tappe
| Tappa  | Data        | Percorso                                    | km  | Vincitore di tappa | Leader cl. generale |
| ------ | ----------- | ------------------------------------------- | --- | ------------------ | ------------------- |
| 1ª     | 25 febbraio | Olbia > Olbia                               | 149 | Roger De Vlaeminck | Roger De Vlaeminck  |
| 2ª     | 26 febbraio | Olbia > Nuoro                               | 187 | Francesco Moser    | Roger De Vlaeminck  |
| 3ª     | 27 febbraio | Nuoro > Tempio Pausania                     | 174 | Knut Knudsen       | Knut Knudsen        |
| 4ª     | 28 febbraio | Tempio Pausania > Santa Teresa Gallura      | 142 | Giuseppe Saronni   | Knut Knudsen        |
| 5ª     | 1º marzo    | Santa Teresa Gallura > Santa Teresa Gallura | 116 | Roger De Vlaeminck | Knut Knudsen        |
| Totale | Totale      | Totale                                      | 768 |                    |                     |

## Dettagli delle tappe

### 1ª tappa
- 25 febbraio: Olbia > Olbia – 149 km

Risultati
| Pos. | Corridore          | Squadra | Tempo    |
| ---- | ------------------ | ------- | -------- |
| 1    | Roger De Vlaeminck | Sanson  | 3h23'05" |
| 2    | Rik Van Linden     | Bianchi | s.t.     |
| 3    | Pierino Gavazzi    | Zonca   | s.t.     |

| Pos. | Corridore          | Squadra | Tempo |
| ---- | ------------------ | ------- | ----- |
| 1    | Roger De Vlaeminck | Sanson  | ?     |

### 2ª tappa
- 26 febbraio: Olbia > Nuoro – 187 km

Risultati
| Pos. | Corridore          | Squadra | Tempo    |
| ---- | ------------------ | ------- | -------- |
| 1    | Francesco Moser    | Sanson  | 5h45'20" |
| 2    | Rik Van Linden     | Bianchi | a 1"     |
| 3    | Roger De Vlaeminck | Sanson  | s.t.     |

| Pos. | Corridore          | Squadra | Tempo |
| ---- | ------------------ | ------- | ----- |
| 1    | Roger De Vlaeminck | Sanson  | ?     |

### 3ª tappa
- 27 febbraio: Nuoro > Tempio Pausania – 174 km

Risultati
| Pos. | Corridore       | Squadra | Tempo    |
| ---- | --------------- | ------- | -------- |
| 1    | Knut Knudsen    | Bianchi | 4h59'22" |
| 2    | Phil Edwards    | Sanson  | s.t.     |
| 3    | Ronald De Witte | Sanson  | s.t.     |

| Pos. | Corridore    | Squadra | Tempo |
| ---- | ------------ | ------- | ----- |
| 1    | Knut Knudsen | Bianchi | ?     |

### 4ª tappa
- 28 febbraio: Tempio Pausania > Santa Teresa Gallura – 142 km

Risultati
| Pos. | Corridore         | Squadra | Tempo    |
| ---- | ----------------- | ------- | -------- |
| 1    | Giuseppe Saronni  | Scic    | 3h37'15" |
| 2    | Wladimiro Panizza | Vibor   | s.t.     |
| 3    | Dino Porrini      | Mecap   | s.t.     |

| Pos. | Corridore    | Squadra | Tempo |
| ---- | ------------ | ------- | ----- |
| 1    | Knut Knudsen | Bianchi | ?     |

### 5ª tappa
- 1º marzo: Santa Teresa Gallura > Santa Teresa Gallura – 116 km

Risultati
| Pos. | Corridore          | Squadra | Tempo    |
| ---- | ------------------ | ------- | -------- |
| 1    | Roger De Vlaeminck | Sanson  | 2h52'30" |
| 2    | Rik Van Linden     | Bianchi | s.t.     |
| 3    | Pierino Gavazzi    | Zonca   | s.t.     |

| Pos. | Corridore       | Squadra  | Tempo     |
| ---- | --------------- | -------- | --------- |
| 1    | Knut Knudsen    | Bianchi  | 20h39'30" |
| 2    | Ronald De Witte | Sanson   | a 7"      |
| 3    | Josef Fuchs     | Fiorella | a 10"     |

## Classifiche finali

### Classifica generale
| Pos. | Corridore           | Squadra                    | Tempo     |
| ---- | ------------------- | -------------------------- | --------- |
| 1    | Knut Knudsen        | Bianchi-Faema              | 20h39'30" |
| 2    | Ronald De Witte     | Sanson-Campagnolo          | a 7"      |
| 3    | Josef Fuchs         | Fiorella Mocassini-Citroën | a 10"     |
| 4    | Willy De Geest      | Sanson-Campagnolo          | a 48"     |
| 5    | Giancarlo Casiraghi | Intercontinentale Ass.     | s.t.      |
| 6    | Renato Marchetti    | Sanson-Campagnolo          | a 1'03"   |
| 7    | Lucio Di Federico   | Gis Gelati                 | a 1'10"   |
| 8    | Luciano Loro        | Mecap-Selle Italia         | a 1'12"   |
| 9    | Arnaldo Caverzasi   | Scic-Bottecchia            | s.t.      |
| 10   | Fausto Bertoglio    | Selle Royal-Inoxpran       | s.t.      |